# Rieleros de Aguascalientes
Para el equipo de la Liga Invernal Mexicana, véase Rieleros de Aguascalientes (LIM).
Los Rieleros de Aguascalientes es un equipo de béisbol mexicano que participa en la Liga Mexicana de Béisbol con sede en la ciudad de Aguascalientes, Aguascalientes, México.

## Historia

### Inicios
Desde 1975 que debutaron, teniendo como presidente a José Ortiz Benavides, además de Raúl Medina Reyes y Pedro Barbosa. Este equipo surge en la ciudad de Aguascalientes, tomando la franquicia de los Rojos del Águila de Veracruz, cuando don Pablo Machado Llosas vendió la franquicia a empresarios de Aguascalientes.
En 1976, el equipo clasificó a la postemporada para enfrentar a los Cafeteros de Córdoba con los que caerían en cinco partidos.

### Temporada 1978: primer campeonato de los Rieleros
El equipo tiene en su palmarés el campeonato de 1978 en la LMB. En la primera ronda se enfrentaron a los Diablos Rojos del México a los que vencieron en seis partidos. La final de zona la jugaron contra el equipo de Cafeteros de Córdoba a los que dejarían una vez más en el camino en 6 juegos. La Serie Final la disputó contra el equipo de Algodoneros de Unión Laguna a los que venció en 5 encuentros, logrando así su primer campeonato.
En esa temporada, el 12 de julio de 1978, Horacio "El Ejote" Piña logró un juego perfecto, en el parque de béisbol "Alberto Romo Chávez", de Aguascalientes, con los Rieleros; enfrentando a los Diablos Rojos del México. El marcador terminó 3 carreras por 0. Horacio Piña García se convirtió en el segundo hombre que lanzó un juego perfecto de 9 entradas en la historia de la LMB.
En 1979 se enfrentaría una vez más contra los Cafeteros de Córdoba con los que caerían en siete juegos.

### Década de los 80
En 1983 clasificarían a la postemporada en la que se realizaría un Round Robin quedando en esta fase.
En 1984 jugando en la Zona Norte clasifican a los play offs, eliminan a los Saraperos de Saltillo en la primera ronda ganando la serie 4-3. La final de zona la pierden contra los Indios de Ciudad Juárez.
En 1985 barrieron en la primera ronda a los Astros de Tampico, la final de zona la perderían en 6 partidos contra los Tecolotes de los Dos Laredos.
En 1987 serían eliminados nuevamente por los Tecolotes de los Dos Laredos en cinco juegos.

### Década de 90
En 1993 clasificarían nuevamente a postemporada pero serían eliminados en la primera ronda por los Tecolotes de los Dos Laredos en cinco encuentros.
En 1996 se enfrentarían a los Diablos Rojos del México en la primera ronda de play offs donde quedarían eliminados en siete partidos.
En 1999 juegan su última temporada en la liga para trasladarse a la ciudad de Puebla, Puebla para convertirse en los Pericos de Puebla.

### Segunda etapa
A finales del 2003 se anuncia que la franquicia de los Cafeteros de Córdoba se mudaría a Aguascalientes a partir de la temporada 2004 y jugarían hasta la temporada 2007.
En su primera temporada los Rieleros logran clasificar a los playoffs y se enfrentan a los Pericos de Puebla quienes los barren en 4 partidos.
En 2005 se enfrentan a los Saraperos de Saltillo en la primera ronda donde son eliminados en 6 juegos. 
El equipo desaparecería en el 2007 para dar paso a la franquicia de los Tecolotes de Nuevo Laredo.

### Tercera etapa
El lunes 7 de noviembre de 2011 se anunció su regreso al circuito, durante el primer día de trabajos de la Asamblea de Presidentes de la Liga Mexicana de Béisbol.

### Campeón de la Zona Norte y subcampeón de la Liga Mexicana de Béisbol
En 2012, en su primera temporada de regreso a la liga,  los Rieleros de Aguascalientes eliminan en 5 juegos a los Saraperos de Saltillo en la primera ronda para avanzar a la final de zona, se coronaron Campeones de la Zona Norte, tras vencer por 4 juegos a 2 a Sultanes de Monterrey. Son derrotados por los Rojos del Águila de Veracruz en el séptimo y decisivo partido de la Serie del Rey.

### Nuevos propietarios
El 12 de diciembre del 2012 se anuncia la venta oficial del equipo a un grupo de empresarios locales comenzando con esto una nueva etapa en la historia del club.
Fue hasta la temporada 2017 que Rieleros regresó a una postemporada al terminar en cuarto lugar de la Zona Norte con 3.5 juegos de ventaja sobre los Vaqueros Unión Laguna evitando así el juego de comodín, sin embargo fueron eliminados en 6 juegos por los Toros de Tijuana en la primera ronda de playoffs.
Para el torneo de Primavera 2018 clasificaron a postemporada al terminar en la tercera posición de la Zona Norte, fueron eliminados una por los Toros de Tijuana, en cuatro juegos de la primera ronda de playoffs.
En la Temporada 2021 clasificaron por nueva cuenta a postemporada, sufriendo la derrota en el Primer Playoff en manos de Toros de Tijuana en siete juegos.
Por segunda temporada consecutiva en el 2022 logran clasificar en el sexto puesto a la postemporada.

## Estadio
Los Rieleros tienen como sede el Parque Alberto Romo Chávez con capacidad para 6,500 espectadores, ubicado en la ciudad de Aguascalientes, Aguascalientes, México.

## Jugadores

### Róster Actual
Actualizado al 1 de julio de 2021.
| Rieleros de Aguascalientes Róster 2021   |    |                           |                     |
| C U E R P O T É C N I C O                |    |                           |                     |
| Mánager                                  | 36 | Bandera de México         | Luis Carlos Rivera  |
| Coach de Pitcheo                         | 46 | Bandera de Venezuela      | Oswaldo Peraza      |
| Coach de Bateo                           | 10 | Bandera de México         | Francisco Rodríguez |
| J U G A D O R E S                        |    |                           |                     |
| L A N Z A D O R E S                      |    |                           |                     |
| Batea: D / Tira: D                       | 63 | Bandera de México         | Martin Buitimea     |
| Batea: D / Tira: D                       | 66 | Bandera de México         | Linder Castro       |
| Batea: D / Tira: D                       | 32 | Bandera de México         | Daniel De La Fuente |
| Batea: Z / Tira: Z                       | 4  | Bandera de Estados Unidos | Daniel Díaz         |
| Batea: Z / Tira: Z                       | 28 | Bandera de México         | Jesús Juárez        |
| Batea: D / Tira: D                       | 35 | Bandera de Venezuela      | Erick Leal          |
| Batea: D / Tira: D                       | 2  | Bandera de México         | Ulises López        |
| Batea: D / Tira: D                       | 58 | Bandera de México         | Miguel Martínez     |
| Batea: D / Tira: D                       | 57 | Bandera de México         | Oswaldo Martínez    |
| Batea: D / Tira: D                       | 33 | Bandera de Venezuela      | Néstor Molina       |
| Batea: D / Tira: D                       | 40 | Bandera de Estados Unidos | Brandon Quintero    |
| Batea: D / Tira: D                       | 25 | Bandera de Venezuela      | Wilking Rodríguez   |
| Batea: D / Tira: D                       | 39 | Bandera de Venezuela      | Jorge Rondon        |
| Batea: Z / Tira: Z                       | 37 | Bandera de Nicaragua      | Carlos Teller       |
| Batea: D / Tira: D                       | 16 | Bandera de Venezuela      | Anthony Vizcaya     |
| Batea: D / Tira: D                       | 24 | Bandera de Estados Unidos | Ernesto Zaragoza    |
| R E C E P T O R E S                      |    |                           |                     |
| Batea: D / Tira: D                       | 44 | Bandera de México         | Francisco Córdoba   |
| Batea: D / Tira: D                       | 27 | Bandera de México         | José Heberto Félix  |
| Batea: D / Tira: D                       | 19 | Bandera de México         | Juan Carlos García  |
| Batea: D / Tira: D                       | 52 | Bandera de México         | Néstor Ríos         |
| J U G A D O R E S D E C U A D R O        |    |                           |                     |
| Segunda base - Batea: D / Tira: D        | 60 | Bandera de México         | Julián Castro       |
| Parador en corto - Batea: Z / Tira: D    | 22 | Bandera de México         | Aldo Flores         |
| Primera base - Batea: Z / Tira: D        | 7  | Bandera de Estados Unidos | Marc Flores         |
| Parador en corto - Batea: D / Tira: D    | 8  | Bandera de México         | Keven Lamas         |
| Parador en corto - Batea: A / Tira: D    | 6  | Bandera de Estados Unidos | Richy Pedroza       |
| Primera base - Batea: D / Tira: D        | 38 | Bandera de México         | Jorge Vázquez       |
| Tercera base - Batea: D / Tira: D        | 20 | Bandera de Brasil         | Leonardo Reginatto  |
| Tercera base - Batea: D / Tira: D        | 23 | Bandera de Estados Unidos | Michael Wing        |
| J A R D I N E R O S                      |    |                           |                     |
| Jardinero izquierdo - Batea: A / Tira: D | 12 | Bandera de México         | Amilcar Gómez       |
| Jardinero derecho - Batea: Z / Tira: D   | 31 | Bandera de México         | Jorge González      |
| Jardinero central - Batea: Z / Tira: D   | 14 | Bandera de México         | Brayan Mendoza      |
| Jardinero central - Batea: D / Tira: D   | 49 | Bandera de México         | Eliezer Ortiz       |
| Jardinero derecho - Batea: Z / Tira: D   | 3  | Bandera de Venezuela      | Danry Vásquez       |

 =  Cuenta con nacionalidad mexicana. 

### Jugadores destacados
Varios jugadores importantes han pasado por las filas de Rieleros, algunos tuvieron un paso breve por el equipo y otros permanecieron gran parte de sus carreras convirtiéndose en símbolos de la novena rielera como el caso de los miembros del salón de la fama Francisco "Chico" Rodríguez  y Enrique Aguilar.
- Francisco Rodríguez. "Chico".
- Enrique Aguilar Martínez.
- Horacio Piña. "El Ejote".
- Gonzalo Villalobos Félix. "El Rey del Triple".
- José Luis Pérez Murillo.
- Leobardo Guerrero.
- Ángel Moreno Veneroso.
- Porfirio Salomón.
- Jesús Sommers. "Chucho".
- Cecilio Acosta.
- Rolando Camarero. "El Caballo de Hierro".
- Francisco Noriega. "Tatacha".
- Mendy López. "El Popeye".

### Números retirados
Ninguno.

### Novatos del año
Ninguno.

### Campeones Individuales

#### Campeones Bateadores
| Año  | Nombre           | Porcentaje |
| ---- | ---------------- | ---------- |
| 1976 | Lawrence Fritz   | .355       |
| 1977 | Víctor Davalillo | .384       |

#### Campeones Productores
| Año  | Nombre           | Producidas |
| ---- | ---------------- | ---------- |
| 1983 | Enrique Aguilar  | 89         |
| 2006 | Eduardo Ríos     | 112        |
| 2016 | Diory Hernández  | 97         |
| 2025 | Andretty Cordero | 100        |

#### Campeones Jonroneros
| Año   | Nombre           | Jonrones |
| ----- | ---------------- | -------- |
| 2006  | Eduardo Ríos     | 33       |
| 2012  | Carlos Rodríguez | 32       |
| P2018 | Félix Pérez      | 15       |

#### Campeones de Bases Robadas
| Año  | Nombre          | Bases |
| ---- | --------------- | ----- |
| 2004 | Rontrez Johnson | 54    |

#### Campeones de Juegos Ganados
| Año  | Nombre              | Récord |
| ---- | ------------------- | ------ |
| 2012 | Humberto Montemayor | 14-6   |

#### Campeones de Efectividad
| Año  | Nombre       | Porcentaje |
| ---- | ------------ | ---------- |
| 1977 | Horacio Piña | 1.70       |

#### Campeones de Ponches
| Año  | Nombre       | Ponches |
| ---- | ------------ | ------- |
| 2025 | Deylen Miley | 100     |

#### Campeones de Juegos Salvados
| Año | Nombre  | Juegos |
| --- | ------- | ------ |
| NA  | Ninguno | NA     |